# Phân đại Đệ Tam

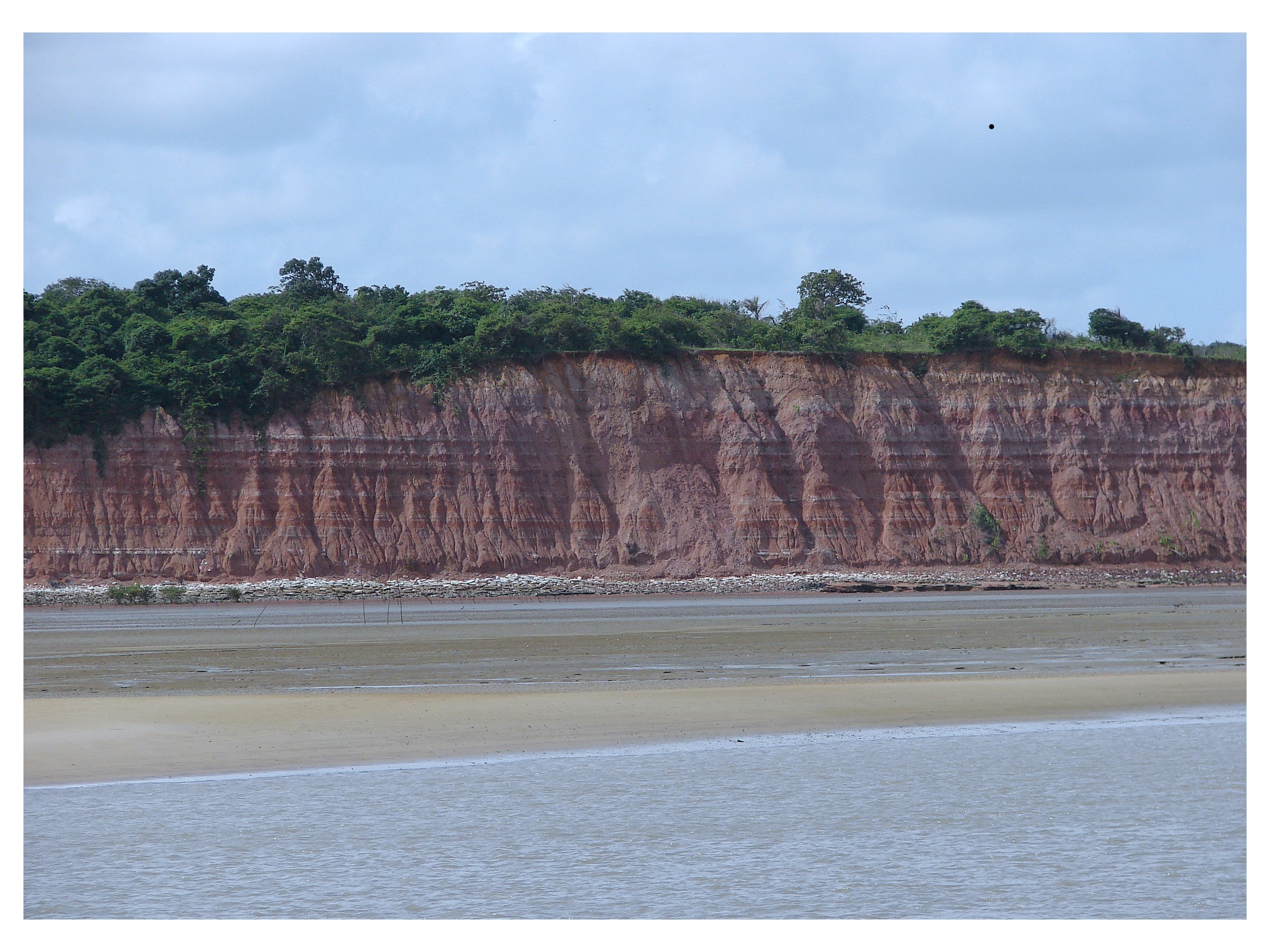
Vách đá cao 20 mét ở vịnh São Marcos, Alcântara, bang Maranhão, Brazil. Trầm tích nhóm Barreiras, tuổi Paleogen.

Kỷ Đệ Tam (Tertiary) đã từng là một đơn vị chính trong niên đại địa chất, kéo dài từ khi kết thúc kỷ Creta, vào khoảng 65 Ma (Ma: Mega annum, triệu năm) trước, tới khi bắt đầu kỷ Đệ Tứ, vào khoảng 1,8 Ma. Việc sử dụng tên gọi này đã từng là rộng khắp và vẫn còn được dùng đến ngày nay (2007); nhưng Ủy ban quốc tế về địa tầng học (ICS) đã không còn coi nó là một phần của danh pháp địa tầng học chính thức mà gần như đã coi nó như là cấp phân giới (sub-erathem) gọi là Phân giới Đệ Tam hay tương ứng với phân giới này là phân đại Đệ Tam. Thay vì thế, các kỷ như kỷ Paleogen và kỷ Neogen đã được khuyến nghị nên dùng như là các đơn vị phân chia ở cấp thứ nhất của đại Tân sinh.
ICS đã đề nghị rằng kỷ Đệ Tam cũ nên được coi là một phân đại/phân giới và chứa một phần của kỷ Neogen, với sự kết thúc của nó vào khoảng 2,588 Ma (triệu năm), trùng với khi bắt đầu tầng Gelasia. Tuy nhiên, Liên đoàn Quốc tế về Nghiên cứu Kỷ Đệ Tứ (INQUA) lại đưa ra đề nghị ngược lại cho rằng kỷ Neogen và thế Pliocen kết thúc tại thời điểm khoảng 2,588 Ma, tầng Gelasia cần được chuyển sang thế Pleistocen bằng việc viện dẫn các thay đổi cơ bản trong khí hậu, đại dương và vùng sinh vật của Trái Đất đã diễn ra vào thời điểm 2,588 Ma và sự tương ứng của nó với ranh giới địa từ học Gauss-Matuyama.

## Thuật ngữ
Thuật ngữ Tertiary lần đầu tiên được Giovanni Arduino sử dụng trong thập niên 1700. Ông phân loại niên đại địa chất ra thành các kỷ Primary (kỷ Đệ Nhất), Secondary (kỷ Đệ Nhị) và Tertiary (kỷ Đệ Tam), dựa trên các quan sát về địa chất tại miền bắc Ý. Sau này kỷ thứ tư hay kỷ Đệ Tứ (Quaternary) cũng đã được áp dụng. Năm 1828, Charles Lyell sáp nhập kỷ Đệ Tam vào trong hệ thống phân loại của ông với các chi tiết cụ thể hơn. Ông phân chia kỷ Đệ Tam ra thành 4 thế, theo tỷ lệ phần trăm của hóa thạch các động vật thân mềm tương tự như các loài hiện đại được tìm thấy trong các địa tầng đó. Ông sử dụng các tên gọi Hy Lạp: Eocen, Miocen, Cổ Pliocen và Tân Pliocen. Mặc dù các đơn vị phân chia này dường như thích hợp cho khu vực mà ban đầu các tên gọi này được áp dụng (các khu vực thuộc dãy núi Alps và các đồng bằng của Italia), nhưng khi hệ thống này sau đó được mở rộng cho các khu vực khác của châu Âu và châu Mỹ thì nó tỏ ra không phù hợp. Vì thế, sau này việc sử dụng các hóa thạch động vật thân mềm đã bị hủy bỏ khỏi định nghĩa của kỷ này. Các thế cũng được đổi tên và định nghĩa lại.

## Tổng quan
Trong sử dụng thông thường, kỷ Đệ Tam bao gồm 5 thế địa chất – là các thế Paleocen, Eocen, Oligocen, Miocen và Pliocen.
Kỷ Đệ Tam bao gồm gần chính xác như khoảng thời gian nằm giữa thời điểm tiêu vong của các loài khủng long và khi bắt đầu các thời kỳ băng hà gần đây nhất. Vào đầu kỷ này các loài động vật có vú đã thay thế các loài bò sát trong vai trò của các động vật có xương sống thống lĩnh các môi trường sinh sống. Mỗi thế của kỷ Đệ Tứ được đánh dấu bằng các phát triển nổi bật của các động vật có vú. Các loài động vật dạng người và có quan hệ họ hàng với người sớm nhất đã được công nhận là Proconsul và Australopithecus cũng đã xuất hiện. Các dạng hiện đại của chim, bò sát, động vật lưỡng cư, cá và động vật không xương sống hoặc là đã rất đông đảo vào đầu kỷ hoặc đã xuất hiện sớm trong lịch sử của chúng. Các họ hiện đại của thực vật có hoa cũng đã tiến hóa. Động vật không xương sống trong đại dương và các động vật có xương sống không phải thú chỉ có các tiến hóa nhỏ.
Các trôi dạt lục địa là nhỏ bé. Các phần của siêu lục địa Gondwana cuối cùng đã tách rời nhau hoàn toàn và Ấn Độ đã va chạm với mảng kiến tạo Á-Âu. Nam Mỹ cũng đã nối với Bắc Mỹ vào cuối kỷ Đệ Tam. Châu Nam Cực – đã tách rời từ trước đó – cũng trôi dạt về vị trí như hiện nay của nó tại Nam cực. Hoạt động phun trào núi lửa rộng khắp là thường thấy. Khí hậu trong kỷ Đệ Tam lạnh đi một cách chậm chạp, bắt đầu từ thế Paleocen với các khoảng nhiệt độ trên khắp thế giới chủ yếu mang tính chất nhiệt đới-ôn đới và kết thúc bằng các sự kiện băng hà rộng khắp vào cuối kỷ.